# Let Lauda Air 004
Let Lauda Air 004 byl pravidelný mezinárodní letecký spoj rakouské společnosti Lauda Air létající na trase Hongkong-Bangkok-Vídeň.
26. května 1991, krátce po startu z letiště v Bangkoku, se Boeing 767-3Z9ER (pojmenovaný Wolfgang Amadeus Mozart, reg. OE-LAV) náhle vymkl kontrole a přešel do nekontrolovaného pádu, během něhož se vlivem přetížení konstrukce rozpadl ještě ve vzduchu. Zemřelo všech 223 osob (213 cestujících a 10 členů posádky) na palubě. Vyšetřování odhalilo jako příčinu havárie poruchu, která vedla k samovolnému vysunutí obraceče tahu u motoru č. 1 (tj. na levém křídle), které za daných letových podmínek učinilo letadlo neovladatelným a vedlo k neodvratitelné katastrofě.
Výsledek vyšetřování přinesl strašlivý šok a rozsáhlé změny pro letecký průmysl, protože zcela vyvrátil dosavadní všeobecné přesvědčení, že samovolné vysunutí obraceče tahu za letu u Boeingu 767 jednak není možné a ani nemůže letadlo ohrozit. Ukázalo se, že dřívější testy vlivu otevřeného obraceče tahu na letuschopnost letadla nebyly dost důsledné (nezohledňovaly dostatečně všechny možné situace, zejména vliv výšky, rychlosti a aktuálního výkonu motorů) a navíc od jejich provedení došlo k významným změnám designu obracečů tahu i umístění motorů, které dopady vysunutého obraceče velice zhoršily, neboť proud vzduchu z novějších verzí zásadním způsobem snižoval vztlak na křídle.
O havárii byl natočen jeden z dílu seriálu Letecké katastrofy.
Jednou z obětí byla i čtyřiašedesátiletá thajská princezna Phongkaeo z dynastie Chet Ton.